# Лямкувко
Лямкувко (пол. Lamkówko, нім. Klein Lemkendorf) — село в Польщі, у гміні Барчево Ольштинського повіту Вармінсько-Мазурського воєводства.
Населення — 31 особа (2011).

## Демографія
Демографічна структура станом на 31 березня 2011 року:
|          | Загалом | Допрацездатний вік | Працездатний вік | Постпрацездатний вік |
| -------- | ------- | ------------------ | ---------------- | -------------------- |
| Чоловіки | 18      | 5                  | 12               | 1                    |
| Жінки    | 13      | 5                  | 8                | 0                    |
| Разом    | 31      | 10                 | 20               | 1                    |